# Autovía C-17
La autovía  C-17   o Eje del Congost es una autovía autonómica catalana, en España, que une Barcelona y Ripoll. Con una longitud de 95 km, empieza en la  Avenida Meridiana  de Barcelona y finaliza en Ripoll. Tiene 34 enlaces de ellos 11 son parciales y 21 son totales.
Antiguamente se denominaba la "Autovía del Vallés" o "Autovía de La Ametlla del Vallés", con el trayecto entre Granollers y La Garriga. Esta planificado a mediados de los años sesenta del siglo XX para hacer la mejora de la "nueva carretera del Vallés". Hasta finales de los años sesenta, se conecta con el enlace de la antigua autopista de peaje  A-17  (actual  C-33 ), en el tramo Barcelona - Granollers, que le permitía la entrada a Barcelona por el Vallés Oriental, con la procedencia de Francia y Gerona. 
La antigua denominación era la carretera  N-152 , por lo que había trasladado a la Generalidad de Cataluña, mediante el Real Decreto 1943/1980, de 31 de julio, y el cambio de la denominación a la  C-17 , mediante en el DOGC número 2991 de 8 de octubre de 1999.
En el año 1980 ha empezado a invertir el desdoblamiento de la carretera  N-152  desde Barcelona hasta Vich, transcurrido este tiempo, llegaron a concluirse hasta en el año 1997 con el último tramo de la variante de Vich, conocida como la Red Arterial de Vich con el Eje Transversal ( C-25 ).
En el año 2003, ha empezado a invertir las obras de la prolongación de la autovía hasta Ripoll desde Vich en el período de las obras entre los años 2005 y 2011.
En la actualidad se está haciendo la mejora de la autovía ampliando al tercer carril que había licitado las obras a finales del año 2019, solo en el tramo entre Parets y la Ronda Sur de Granollers. Se prevé una futura ampliación, una conexión con la AP-7 unos kilómetros antes, en la salida con la C-33 dirección Barcelona y la posibilidad de ampliar el tercer carril hasta Mollet del Vallès con el objetivo de mejorar la seguridad vial.

## Tramos
| Denominación | Tramo | km    | Año servicio |
| ------------ | --- | ----- | --- |
| C-17         | Barcelona Av. Meridiana - Moncada y Reixach Sur                                                                                | 4,7   | 1984 |
| C-17         | Moncada y Reixach Tramo original sin soterramiento (acondicionamiento) Tramo en paso subterráneo (falso túnel bajo el bulevar) | 1 0,7 | ¿Años 60? 2009 |
| C-17         | Variante de La Llagosta Tramo: Moncada y Reixach Norte - La Llagosta Norte                                                     | 3,5   | 1992 |
| C-17         | Variante de Mollet del Vallès Tramo: La Llagosta Norte - Mollet del Vallès Norte AP-7                                          | 3,6   | 1990 |
| C-17         | Mollet del Vallès Norte AP-7 - Parets                                                                                          | 2     | 1995 |
| C-17         | Parets - Llissá de Vall | 2     | 2 carriles por sentido: 1969 3 carriles por sentido (sentido norte): 2023 3 carriles por sentido (sentido sur): 2022 |
| C-17         | Llissá de Vall - Granollers Sur                                                                                                | 2     | 2 carriles por sentido: 1966 3 carriles por sentido (sentido norte): 2023 3 carriles por sentido (sentido sur): 2022 |
| C-17         | Granollers Sur - La Ametlla | 9     | 1964 |
| C-17         | La Ametlla - La Garriga Norte                                                                                                  | 3     | 1966 |
| C-17         | La Garriga Norte - El Figaró Sur                                                                                               | 3     | 1984 |
| C-17         | Variante de El Figaró Tramo: El Figaró Sur - El Figaró Norte                                                                   | 1,7   | 1986 |
| C-17         | El Figaró Norte - Ayguafreda Norte                                                                                             | 7,5   | 1987 |
| C-17         | Ayguafreda Norte - Centellas                                                                                                   | 2,5   | 1989 |
| C-17         | Centellas - Els Hostalets de Balenyà Norte                                                                                     | 3,1   | 1991 |
| C-17         | Els Hostalets de Balenyà Norte - Vich Sur                                                                                      | 9,6   | 1992 |
| C-17         | Variante de Vich Sur - Vich Norte C-25                                                                                         | 7     | 1997 |
| C-17         | Vich Norte C-25 - Manlleu Sur                                                                                                  | 3,2   | 1998 |
| C-17         | Variante de Las Masías de Voltregá Tramo: Manlleu Sur - Las Masías de Voltregá Norte                                           | 8,5   | 2008 |
| C-17         | Las Masías de Voltregá Norte - Montesquiu                                                                                      | 10    | 2010 |
| C-17         | Montesquiu - Ripoll Sur | 7,4   | 2011 |

## Enlaces
| N.º salida      | Nombre salida                                                    | Carretera con enlace |
| --------------- | ---------------------------------------------------------------- | -------------------- |
| Autovía         | Barcelona Avenida de Meridiana                                   | B-10 B-20            |
| 3               | Moncada y Reixach                                                |                      |
| 4               | Ripollet/Moncada y Reixach Polígonos                             |                      |
| 5               | La Llagosta Sur                                                  |                      |
| 6               | Polígonos de La Llagosta y Pla d'En Coll                         |                      |
| 7               | Renfe Mercancías                                                 |                      |
| 8               | La Llagosta Norte / Moyá                                         | C-59                 |
| 9               | Mollet del Vallés                                                |                      |
| 12              | Tarragona / Gerona                                               | AP-7 E-15            |
| 14              | Barcelona                                                        | C-33                 |
| 15              | Parets / Circuito de Cataluña                                    | C-35                 |
| 17              | Sabadell                                                         | C-155                |
| 18              | Granollers Sur                                                   | N-152a               |
| 20              | Granollers                                                       |                      |
| 22              | Granollers Norte / Canovellas                                    | C-1415               |
| 24              | Mataró                                                           | C-352                |
| 26              | La Ametlla                                                       |                      |
| 26              | La Ametlla La Garriga sud                                        |                      |
| 30              | La Garriga norte / Sati                                          | N-152a               |
| 32              | Figaró-Montmany                                                  | N-152a               |
| 34              | Figaró-Montmany                                                  | N-152a               |
| 35              | Tagamanent                                                       |                      |
| 39              | Aiguafreda                                                       | N-152a               |
| 44              | Centellas Sur                                                    |                      |
| 45              | Hostalets de Balenyá Sur                                         | N-152a               |
| 46              | Centellas Norte / Hostalets de Balenyá                           | C-1413B              |
| 47              | Hostalets de Balenyá Norte                                       | N-152a               |
| 49              | Tona / San Miguel de Balenyá / Seva / vía de servicio            | BV-5303 N-152a       |
| 51              | Tona / San Miguel de Balenyá / Seva / vía de servicio            | BV-5303 N-152a       |
| 52              | Tona norte                                                       | N-152a               |
| 54              | Taradell / Collsuspina / Moyá / Centro comercial                 | N-141c BV-5306       |
| 55              | Malla                                                            |                      |
| 56              | Malla                                                            |                      |
| 57              | Vic (1) Sur                                                      | N-152a B-521         |
| 60              | Vic (3) oeste                                                    | C-25D                |
| 61              | Manresa / Lérida                                                 | C-25                 |
| 63              | Gurb / San Bartolomé del Grau                                    | BV-4601              |
| 64              | Gerona                                                           | C-25                 |
| 65              | Santa Cecilia de Voltregá                                        |                      |
| 67              | Las Masías de Voltregá - La Gleva                                | N-152a               |
| 68              | Manlleu                                                          |                      |
| 69              | Manlleu Polígonos / Torelló Sur / Olot                           | C-37                 |
| 72              | San Hipólito de Voltregá Norte / Las Masías de Voltregá Centro   | N-152a               |
| 75              | Torelló / Orís / Las Masías de Voltregá Nord                     | N-152a               |
| 76              | Orís                                                             |                      |
| 77              | Borgoña / Torelló Norte                                          | BV-5226              |
| 79              | Bajalou                                                          |                      |
| 81              | Santa María de Besora / Vidrá / San Quirico de Besora Sur        | N-152a               |
| 82              | San Quirico de Besora Norte / Prats de Llusanés / Montesquiu Sur | BP-4654              |
| 85              | Montesquiu / Sora                                                | BV-4655              |
| 86              | La Farga de Bebié                                                | N-152a               |
| 88              | Tarradellas                                                      | N-152a               |
| Final d'autovia | Ripoll / Depuradora                                              | C-17                 |